# Cuenca TeVe
Cuenca TeVe fue una televisión local de Cuenca, España. Es propiedad del grupo multimedia Radio, Prensa y Televisión S.A., que gestiona también la emisora de Punto Radio en la misma ciudad. También se puede sintonizar en las principales ciudades de Castilla-La Mancha con el nombre de TVCM.
Ha obtenido numerosas licencias de TDT local en Castilla-La Mancha y una de las cuatro licencias autonómicas del concurso de la TDT regional.
Punto Radio Cuenca en marzo de 2013 pasó a ser Radio María España, desvinculándose de Cuenca TeVe.
En 2013 Cuenca TeVe desapareció y pasó a ser La regional de C-LM.
En 2017 La regional fue sustituida por Surco-TV La Mancha.
- Radio
  - Radio Surco
- Televisión
  - TV La Mancha

## Programación
Cuenca TeVe emite una programación generalista basada en la oferta televisiva de Municipal TV. Por la noche y al mediodía la programación se centra principalmente en la actualidad local.
- Datos: Q5793673